# Miroslav Šicel
Miroslav Šicel (Varaždin, 16. kolovoza 1926. – Zagreb, 25. studenoga 2011.) bio je hrvatski književni povjesničar, esejist, redaktor i autor školskih udžbenika.

## Životopis
Osnovnu školu i gimnaziju pohađao je u Varaždinu. Nakon srednje škole odlazi studirati u Zagreb, na Filozofski fakultet, na kojemu 1950. diplomira jugoslavenske jezike i književnosti te ruski jezik i književnost.
Nakon studija je predavao jedno vrijeme u zagrebačkim gimnazijama. Godine 1957. se zapošljava kao asistent na Filozofskom fakultetu u Zagrebu. Radio je na katedri za noviju hrvatsku književnost. Prvih je godina bio na specijalizaciji za metodologiju proučavanja književnosti u Krakovu. Doktorirao je 1962. na Franji Kišu (Franjo Horvat Kiš: tehnika pisanja malog pisca). Uskoro postaje docentom. Nekoliko godina poslije je jedno akademsko godište predavao u Kölnu na Slavenskom institutu. Vraća se u Zagreb, gdje 1974. postaje redovni predavač, a uskoro i šef katedre. Predavao je po pozivu na brojnim sveučilištima diljem Europe (Budimpešta, Moskva, Petrograd, Kopenhagen, Krakov, Varšava, Leipzig itd.).
Kao književni povjesničar je značajan kao osoba koja je pratila tzv. "male pisce", iako u njegovom radu prevladavaju pregledi radova hrvatskih pisaca kao što su Matoš, Krleža, Nazor, Kranjčević i sl.
Na Filozofskom fakultetu je obnašao dužnost direktora Instituta za književnost još dok je bio docentom, a također je još kao docent postao predsjednikom Hrvatskoga filološkog društva i Saveza slavističkih društava Jugoslavije te ostala. Jednim je od urednika časopisa Croatica i Filologija.
1983. je postao članom suradnikom HAZU (ondašnja JAZU), a od 1996. je postao redovnim članom HAZU.

## Nagrade i priznanja
Dobitnik je nagrade Božidar Adžija 1974., nagrade Davorin Trstenjak 1986., odličja Reda Danice hrvatske s likom Marka Marulića 1999., počasnog doktorata riječkog sveučilišta 2001., nagrade za životno djelo grada Varaždina 2005., a 2006. nagradu Vladimir Nazor za životno djelo i ine.

## Djela
- Hrvatska novela između dva rata, ¹1959, ²1965. (priredio)
- Matoš, 1966.
- Pregled novije hrvatske književnosti, ¹1966, ²1971, ³1979.
- Stvaraoci i razdoblja u novijoj hrvatskoj književnosti, 1971.
- Programi i manifesti u hrvatskoj književnosti, 1972. (priredio)
- Književnost moderne, u: Povijest hrvatske književnosti, knj. V, 1978.
- Hrvatska književnost, ¹1982; Hrvatska književnost 19. i 20. stoljeća: nadopunjeno i prošireno izdanje, ²1997.
- Gjalski, 1984.
- Kovačić, 1984.
- Izabrana djela, u: Rafo Bogišić, Miroslav Šicel, Frano Čale, Stanko Lasić: Izabrana djela (PSHK, priredili Slobodan Prosperov Novak i Krešimir Nemec), 1984.
- Riznica ilirska. 1835 — 1895, 1985.
- Osmišljavanja: studije i eseji, 1987.
- Ogledi iz hrvatske književnosti, 1990.
- Rikard Jorgovanić, 1990.
- Hrvatski književni obzori (eseji i studije), 1997.
- Programski spisi hrvatskog narodnog preporoda, 1997. (priredio)
- Antologija hrvatske kratke priče, 2001. (priredio)
- Antologija hrvatskog književnog eseja XX. stoljeća: I. dio (1900 — 1950), II. dio (1950 — 2000), 2002. (priredio)
- Pisci i kritičari (Studije i eseji iz hrvatske književnosti), 2003.
- Povijest hrvatske književnosti XIX. stoljeća: knjiga I. (Od Andrije Kačića Miošića do Augusta Šenoe), 2004.
- Povijest hrvatske književnosti XIX. stoljeća: knjiga II. (Realizam), 2005.
- Povijest hrvatske književnosti XIX. stoljeća: knjiga III. (Moderna), 2005.
- Povijest hrvatske književnosti XX. stoljeća: knjiga IV. (Hrvatski ekspresionizam), 2007.
- Povijest hrvatske književnosti XX. stoljeća: knjiga V. (Razdoblje sintetičkog realizma: 1928 — 1941), 2009.
- Hrvatski književni retrovizor, 2011.